# Манакинови
Манакиновите (Pipridae), са семейство малки птички с ярка окраска от разред Врабчоподобни (Passeriformes). В него се съдържат около шестдесет малки врабчови видове птици от Американските тропици.

## Описание
Манакиновите достигат размери от 7 до 15 cm и тегло от 8 до 30 г. Живеят около 14 години. Родът Tyranneutes включва най-малкия вид манакин, а за рода Antilophia се смята, че включва най-големия вид. Те са дребни птици с къси опашки, широки и закръглени крила, и големи глави. Женските и в първите си години мъжките са покрити със зелена перушина. Повечето видове които са сексуално предразположени са в два цвята на перушината. Мъжките са предимно в тъмни цветове с удивителни петна, при някои видове си срещат дълги, декоративни опашки или пера образуващи корона.
Повечето видове живеят във влажни тропически низини, а по-малко в по-сухи гори. Манакините се хранят основно с плодове и по-рядко с насекоми. Тъй като те вземат различен вид храна по време на полет доста приличат на „ястреби“. Женските имат големи територии, от които не е задължително да се изключат други птици от вида им. Мъжките прекарват голяма част от времето си в охажване.

## Размножаване
Членовете на родовете Machaeropterus и Manacus имат силно модифицирани пера на крилата, които те използват за да издават бръмчащи звуци. За гнездо избират по-ниска растителност. Мътенето на яйцата е от 18 до 21 дни, а грижите за малките до 13 – 15 ден се поемат от женските. Мъжките манакини се занимават със защита на територията и не взимат никакво участие в отглеждането на потомството.

### Ухажване
По време на ухажването манакините изпълняват свръхбърз и свръхсложен брачен танц. Женските, оценяващи претендентите за тяхното сърце, успяват да забележат милисекундни разлики в скоростта на танцуващите мъжки.
Екип орнитолози от Университета на Калифорния в Лос Анджелис прекарал три месеца в тропическите гори на Централна Америка, снимайки брачните танци на Manacus vitellinus. За да зафиксират всички подробности на танца, се наложило да използват видеокамера с честота 125 кадъра в секунда. В „кастинга“ участвали 18 мъжки манакини.
В брачния период няколко мъжки се събират заедно на „дансинга“ и започват да изпълняват акробатични номера с необичайна сложност, скачайки с чудовищна скорост от клон на клон, след което се връщат в положението, от което са започнали танца. Едновременно с това крилата им непрекъснато трептят, издавайки сух, тракащ звук. Ако обичайната честота на биене на сърцето на птичките е 600 удара в минута, то по време на изпълнението на брачния танц тя се вдига до 1300 удара. Сред птиците само колибрито, със своите свръхбързи крила, може да се похвали с подобна издръжливост на сърцето.
От танцуващите манакини се изисква не само свръхскорост, свръхсложност и свръхточност, но и фантазия. По-ранни изследвания показали, че рисунъкът на танца при всеки самец е индивидуален. За разлика от мъжките, женските птички имат много по-развити зрителни анализатори в мозъка, което им позволява да оценяват и най-нищожните различия в „художествената гимнастика“ на кавалерите. Резултатите от изследването сочат, че ако един самец е изпълнил фигура от танца за 50 ms, а друг – за 80, то самката избира първия.
Придирчивостта на женските е напълно оправдана, тъй като най-бързият танцьор, очевидно, притежава най-здрава сърдечно-съдова система и мускулатура.

## Списък на видовете
Членовете на рода Schiffornis са били поставени в това семейство, но сега са поставени в Tityridae.
Семейство Манакинови
- Род Pipra
  - Pipra pipra
  - Pipra aureola
  - Pipra fasciicauda
  - Pipra filicauda
  - Pipra erythrocephala
  - Pipra mentalis
  - Pipra rubrocapilla
  - Pipra chloromeros
  - Pipra cornuta
- Род Lepidothrix
  - Lepidothrix coronata
  - Lepidothrix isidorei
  - Lepidothrix coeruleocapilla
  - Lepidothrix nattereri
  - Lepidothrix vilasboasi
  - Lepidothrix iris
  - Lepidothrix suavissima
  - Lepidothrix serena
- Род Antilophia
  - Antilophia galeata
  - Antilophia bokermanni
- Род Chiroxiphia
  - Chiroxiphia linearis
  - Chiroxiphia lanceolata
  - Chiroxiphia pareola
  - Chiroxiphia boliviana
  - Син манакин (Chiroxiphia caudata)
- Род Ilicura
  - Ilicura militaris
- Род Masius
  - Masius chrysopterus
- Род Corapipo
  - Corapipo leucorrhoa
  - Corapipo altera
  - Corapipo gutturalis
- Род Manacus
  - Manacus candei
  - Manacus aurantiacus
  - Manacus vitellinus
  - Manacus manacus
- Род Machaeropterus
  - Machaeropterus pyrocephalus
  - Machaeropterus regulus
    - Machaeropterus regulus regulus
    - Machaeropterus regulus striolatus

  - Machaeropterus deliciosus
- Род Черни манакини (Xenopipo)
  - Черен манакин (Xenopipo atronitens)
  - Xenopipo unicolor
  - Xenopipo uniformis
  - Зелен манакин (Xenopipo holochlora)
    - Xenopipo holochlora litae

  - Xenopipo flavicapilla
- Род Heterocercus
  - Heterocercus linteatus
  - Heterocercus aurantiivertex
  - Heterocercus flavivertex
- Род Neopelma
  - Neopelma chrysocephalum
  - Neopelma sulphureiventer
  - Neopelma pallescens
  - Neopelma aurifrons
  - Neopelma chrysolophum
- Род Tyranneutes
  - Tyranneutes stolzmanni
  - Tyranneutes virescens
- Род Piprites[6]
  - Piprites pileatus
  - Piprites griseiceps
  - Piprites chloris